# Xintai
Xintai is een stad in de prefectuur Tai'an in het westen van de noordoostelijke provincie Shandong, Volksrepubliek China.
Bij de volkstelling van 2020 had de stad 774.715 inwoners.
Xintai is een belangrijk productiegebied voor voedsel, groenten en aardolie. De industriële structuur van Xintai is gericht op energie, bouwmaterialen, machines en chemische technologie.